# Netzach
Netzach (em hebraico, נצח: Nun, Tzaddi, Cheth; significado: vitória) é a sétima sephirah da Árvore da Vida cabalística, e a primeira das quatro sephirah inferiores. Ela está situada na base do pilar da misericórdia, logo abaixo de Chesed. Sua imagem mágica é uma mulher bonita e despida. Essa sephirah é a oposta de Hod. Ela representa os sentimentos, a arte, a dança, a atração e etc., enquanto Hod representa o intelecto formado. Logo, as profissões que costumam lidar com essa esfera são artistas, filósofos criativos, atores e etc. É também conhecida como a esfera das ilusões. Dentro da magia cabalística, essa sephirah corresponde ao grau de philosophus, 4º=7º. Seu texto yetzirático é: "O sétimo Caminho chama-se Inteligência Oculta porque é o esplendor refulgente das virtudes intelectuais percebidas pelos olhos do intelecto a pelas contemplações da fé". Essa esfera é governada pelo arcanjo Haniel; seu coro angélico são os Elohim, os deuses. Sua virtude será o desprendimento, e seu vício poderá ser o impudor, a luxúria. A experiência espiritual que o iniciado adquire ao dominar essa esfera será a visão da beleza triunfante, contrastando com sua característica principal.

## Correspondência macrocosmica
Na astrologia, Netzach é relacionada ao planeta vênus. Por isso que dizem que os homens são de Marte e as mulheres são de Vênus. Pois Marte representa características tipicamente masculinas, enquanto Vênus representa características tipicamente femininas, como são os sentimentos.